# Tempio di Quán Thánh
Il tempio di Quán Thánh (Đền Quán Thánh in vietnamita), precedentemente noto come Tempio Trấn Vũ (Trấn Vũ Quán) è un tempio taoista di Hanoi, la capitale del Vietnam. La fondazione del tempio, dedicato a Xuanwu, o Trấn Vũ in vietnamita, risale all'XI secolo. È uno dei quattro templi sacri della città ed è situato vicino al lago dell'ovest, nella circoscrizione omonima. È una delle principali mete turistiche di Hanoi. In italiano il nome del tempio può essere tradotto come "Luogo degli dei".

## Storia
Secondo la leggenda il tempio venne fondato durante il regno dell'imperatore Lý Thái Tổ (1010-1028) e dedicato a Trấn Vũ, la divinità del nord nella religione taoista i cui simboli sono il serpente e la tartaruga. È uno dei quattro templi che vennero costruiti ai quattro lati della città per proteggerla da spiriti malvagi. Quán Thánh venne eretto a protezione del nord, Bạch Mã dell'est, Kim Liêm del sud e Thần Linh Lang dell'ovest.